# Waterloo (Ontario)
Waterloo es una ciudad de la provincia de Ontario, en Canadá.
Forma, junto con la ciudad de Kitchener, un conjunto urbano conocido como K-W. Su población en 2021 es de 101 443 habitantes.
En la ciudad se encuentra la sede de BlackBerry y de Monstercat Media.

## Historia
Waterloo fue construido en un terreno que era parte de una parcela de 675.000 hectáreas (2.730 km²) asignados en 1784 a la alianza de los iroqueses que componían la Liga de las Seis Naciones. Casi de inmediato, y con mucha controversia, los grupos indígenas comenzaron a vender parte de la tierra. Entre 1796 y 1798, 93.000 acres (380 km²) se vendieron a través de una subvención de la Corona a Richard Beasley, con los indígenas pertenecientes a las Seis Naciones, a seguir manteniendo la hipoteca de las tierras.
La primera ola de inmigrantes a la zona estuvo compuesta por menonitas provenientes del estado estadounidense de Pensilvania. Ellos compraron acciones de las parcelas de Beasley y comenzaron a mudarse a esa área en 1804. Al año siguiente, un grupo de 26 menonitas unieron sus recursos para comprar la totalidad de la tierra sin vender de Beasley y cumplir con la hipoteca en poder de los nativos de las Seis Naciones.
Los menonitas dividieron la tierra en lotes más pequeños, dos lotes inicialmente en manos de Abraham Erb se convirtieron en el núcleo central de Waterloo. Erb es a menudo considerado el fundador de Waterloo, así como por entonces su aserradero (1808) y su molino (1816) se convirtieron en el punto focal de la zona.
En 1816, el nuevo municipio fue nombrado por Waterloo, Bélgica, el sitio de la batalla de Waterloo, que puso fin a las guerras napoleónicas en Europa. Después de esa guerra, el área se convirtió en un destino popular para los inmigrantes alemanes. Hacia la década de 1840, los colonos alemanes habían superado a los menonitas como el segmento dominante de la población. Muchos alemanes se establecieron en la pequeña aldea al sureste de Waterloo. En su honor, el pueblo fue nombrado Berlín en 1833 (renombrado a Kitchener en 1916). Berlín fue elegida como sede del Condado de Waterloo en 1853.
Waterloo fue incorporado como villa en 1857 y se convirtió en el Pueblo de Waterloo en 1876 y en la Ciudad de Waterloo en 1948.

## Demografía
Muchos de sus habitantes son de origen étnico alemán. También existe una fuerte presencia menonita. Las universidades y colegios, junto con su tecnología floreciente y la presencia electrónica son un polo de atracción de un gran número de personas de otras partes de Canadá y el mundo.

### Grupos étnicos
A partir de los datos del censo de 2006, con exclusión de los estudiantes de postsecundaria que residen temporalmente en Waterloo:
- Blancos: 79.620 o el 82,3%
- Chinos: 5.170 o un 5,3%
- Surasiáticos: 4.495 o un 4,6%
- Negros: 1.145 o un 1,2%
- Sudorientales: 975 o un 1,0%
- Hispanos: 860 o un 0,9%
- Otros: 3.415 o un 3,5%

### Religión
A partir de los datos del censo de 2001, con exclusión de los estudiantes de postsecundaria que residen temporalmente en Waterloo:
- Protestantes: 37.090 o el 43,1%
- Católicos: 23.975 o el 27,8%
- Sin Afiliación: 15.100 o el 17,5%
- Otros cristianos: 3.875 o un 4,5%
- Musulmanes: 2.425 o un 2,8%
- Hinduistas: 1.385 o el 1,6%
- Sikhs: 785 o un 0,9%
- Budistas: 595 o un 0,7%
- Judíos: 410 o el 0,5%
- Otros: 435 o el 0,5%

## Educación
Cuenta con la Universidad de Waterloo y la Universidad Wilfried Laurier.

## Turismo
En la zona cercana a Waterloo, hay muchos lugares de interés turístico.

## Salud
Los hospitales que atienden a Waterloo están todos ubicados en Kitchener. Está el Grand River Hospital, que incluye los centros de salud kW y Freeport (hospitales anteriormente independientes que se fusionaron en abril de 1995), y el Hospital General de St. Mary.

## Ciudades hermanadas
- Chongqing, República Popular China